# 寰宇全視界
《寰宇全視界》，為台灣寰宇新聞台政論節目，採錄影播出。2015年3月21日開播至今，播出期間內時段訂於每周六21:00首播，每周日14:00重播。以兩岸及國際新聞爲主。

## 節目特性

### 節目口號
寰宇全視界，帶您走進全世界。

## 播出時間

### 首播
| 頻道       | 所在地 | 播映日期                        | 播出時間             | 長度          | 備注                                                     |
| ---------- | ------ | ------------------------------- | -------------------- | ------------- | -------------------------------------------------------- |
| 寰宇新聞台 | 臺灣   | 2015年3月21日 - 至今            | 每周六 21:00 - 22:00 | 90分鐘 60分鐘 | (2023年未知日期起,) 節目時間從90分鐘縮減到60分鐘         |
| 寰宇新聞台 | 臺灣   | 2019年11月13日 - 2023年10月25日 | 每周三 21:00 - 22:00 | 60分鐘        | 開播4週年之際，應網友要求新加60分鐘版 週三首播節目已結束 |

### 重播
| 頻道       | 所在地 | 播映日期                        | 播出時間              | 長度          | 備注                                                     |
| ---------- | ------ | ------------------------------- | --------------------- | ------------- | -------------------------------------------------------- |
| 寰宇新聞台 | 臺灣   | 2019年11月14日 - 2023年10月26日 | 每週四 9:00 和 17:00  | 60分鐘        | 開播4週年之際，應網友要求新加60分鐘版 週四重播節目已結束 |
| 寰宇新聞台 | 臺灣   | (待查) - 至今                   | 每週日 14:00 和 21:00 | 90分鐘 60分鐘 |                                                          |

## 主持人
- 何戎 ：台灣新聞主播、記者、主持人、製作人。曾任年代新聞台、TVBS新聞部社會組文字記者、年代晚報主播兼製作人、台北市政廣播電台節目主持人兼製作人等。[3]
- 林依伶 ：台灣新聞主播、記者、主持人。曾任台灣新聞台、非凡電視台新聞部文字記者、寰宇新聞午間晚間主播等。

## 前主持人
- 岑永康：台湾新闻主播、记者、主持人、制作人。曾任TVBS新闻台、壹电视新闻台记者、主播、主持人等。

## 代班主持人
- 劉以勤
- 蔡沁瑜

## 來賓
- 郭正亮：文化大學副教授，美麗島電子報副董事長 （“台柱”，固定來賓）
- 賴岳謙：國立政治大學外交學系兼任副教授[4]
- 介文汲：前驻纽西兰代表
- 雷倩：前立法委員，企業家，婦聯會主任委員
- 黃介正：淡江大學國際事務與戰略研究所副教授，美國喬治華盛頓大學政治學系博士[5]
- 黃奎博：國立政治大學外交系教授
- 陳鳳馨：資深媒體人
- 張競：中華戰略學會研究員、前海軍中權軍艦艦長、退役上校[6]
- 黎建南：自由作家、政治觀察家[7]
- 嚴震生：國立政治大學國際關係研究中心研究員[8]
- 張五岳：淡江大學大陸研究所所長，中华港澳之友协会会长
- 湯紹成：國立政治大學國際關係研究中心研究員、美歐所所長
- 方恩格 (Ross Feingold)：前美國共和黨海外部亞太地區主席，旅台美國律師[9]
- 陳永峰：東海大學通識教育中心副教授，日本區域研究中心執行長

（待補充）

#### 非循環來賓
- 王高成：淡江大學國際事務學院院長
- 石原忠浩：國立政治大學日本研究學程助理教授
- 林筠騏：理財周刊社長、總編輯，台北大學商學碩士
- 邱志偉：民進黨立法委員，國立中山大學大陸研究所博士
- 劉必榮：東吳大學政治系教授，維吉尼亞大學國際關係博士
- 烏凌翔：科技顧問
- 徐瑞廷：波士頓顧問公司董事總經理暨全球合夥人，全球半導體業務負責人，大中華區科技媒體與電信專項負責人
- 呂忠達：統一證券首席策略專家，中華經濟研究院大陸所顧問，美國羅徹斯特大學企業管理碩士

（待補充）

## 節目開場白
- 何戎：歡迎收看寰宇全視界，帶您走進全世界，全球的觀眾朋友大家好，我是何戎，兩岸大事，國際焦點，深度剖析，打開視野，透Youtube 收看的朋友，請您幫我們按讚，訂閱加分享，動動手，開啟小鈴鐺，也歡迎您告訴我們在哪個城市打卡收看，來，歡迎今天的來賓。

## 製作團隊
- 監製：陳嘉惠
- 製作人：方思賢、王克殷
- 共同執行製作：彭振宣
- 製作助理：蕭椀尹、劉育如
- 企劃執行：張肇軒
- 執行製作：蔡杰翰
- 視覺設計：潘文瑞、陳則名、陳輓翔
- 後期製作：黃芥勇
- 導播：徐淑婉
- 助理導播：陳芊羽、謝奕慧
- 攝影：徐志銘、吳彥儒、楊荏惇
- 成音：蔡名宸
- 梳妝：米嵐造型
- 製作、監製公司：亞洲衛星電視

## 外部連結
- 《寰宇全視界》的Facebook專頁
- YouTube上的《寰宇全視界》頻道